# Indignazione (film)
Indignazione (Indignation) è un film del 2016 scritto e diretto da James Schamus, al suo esordio alla regia.
Il film è basato sull'omonimo romanzo di Philip Roth.

## Trama
Nel 1951, Marcus Messner, figlio di un macellaio kosher, lascia il New Jersey per frequentare un college in Ohio. Marcus è ateo e appena arrivato si scontra con il rigore cristiano della scuola, entrando in conflitto con il preside Caudwell. Ben presto si innamora della compagna di corso Olivia Hutton.

## Distribuzione
Il film è stato presentato in anteprima mondiale al Sundance Film Festival 2016 e successivamente al Festival di Berlino. È stato distribuito nelle sale cinematografiche statunitensi il 29 luglio 2016. In Italia arriva nel mercato direct to video a fine 2017.